# Le storie di Mowgli
Le storie di Mowgli è una raccolta di racconti scritti da Rudyard Kipling. Come suggerito dal titolo, è una selezione di storie su Mowgli tratti da Il libro della giungla e Il secondo libro della giungla, assieme a Nel Rukh. Quest'ultima fu la prima storia su Mowgli scritta da Kipling, sebbene l'ultima in ordine cronologico.
Il protagonista di quasi tutti i racconti è Mowgli, un ragazzino dell’India del 1800, che viene trovato da dei lupi nella giungla dei villaggi vicino a Bombay. Mowgli impara la Legge della Giungla assieme all’orso Baloo, alla pantera Bagheera, e al lupo capobranco Akela. Il cucciolo d’uomo impara anche a temere gli umani, il fuoco, le scimmie ingannatrici e la terribile tigre zoppa Shere Khan.

## Edizioni
Il libro include le poesie epigrammatiche aggiunte alle storie per la loro prima edizione. Tutte le storie e le poesie vennero pubblicate fra il 1893 ed il 1895. In forma completa, le storie vennero pubblicate per la prima volta in inglese nel 1907 (The Works of Rudyard Kipling Volume VII: The Jungle Book), e in forma autonoma (All the Mowgli Stories) nel 1933.
Il fondatore dello scautismo Robert Baden-Powell, amico dell'autore, comprese subito il potenziale pedagogico delle storie, e le scelse come fondamento del lupettismo.
In italiano vennero tradotte da Fausto Catani, "fondatore" del lupettismo italiano del dopoguerra, che legò inscindibilmente Le storie di Mowgli all'esperienza scout. Per tale motivo, nelle edizioni italiane succedutesi, non è mai presente il racconto "Nel rukh", che racconta della vita adulta di Mowgli, e pertanto poco utile per una fascia d'età a cavallo tra l'infanzia e la pre-adolescenza.

## Le storie

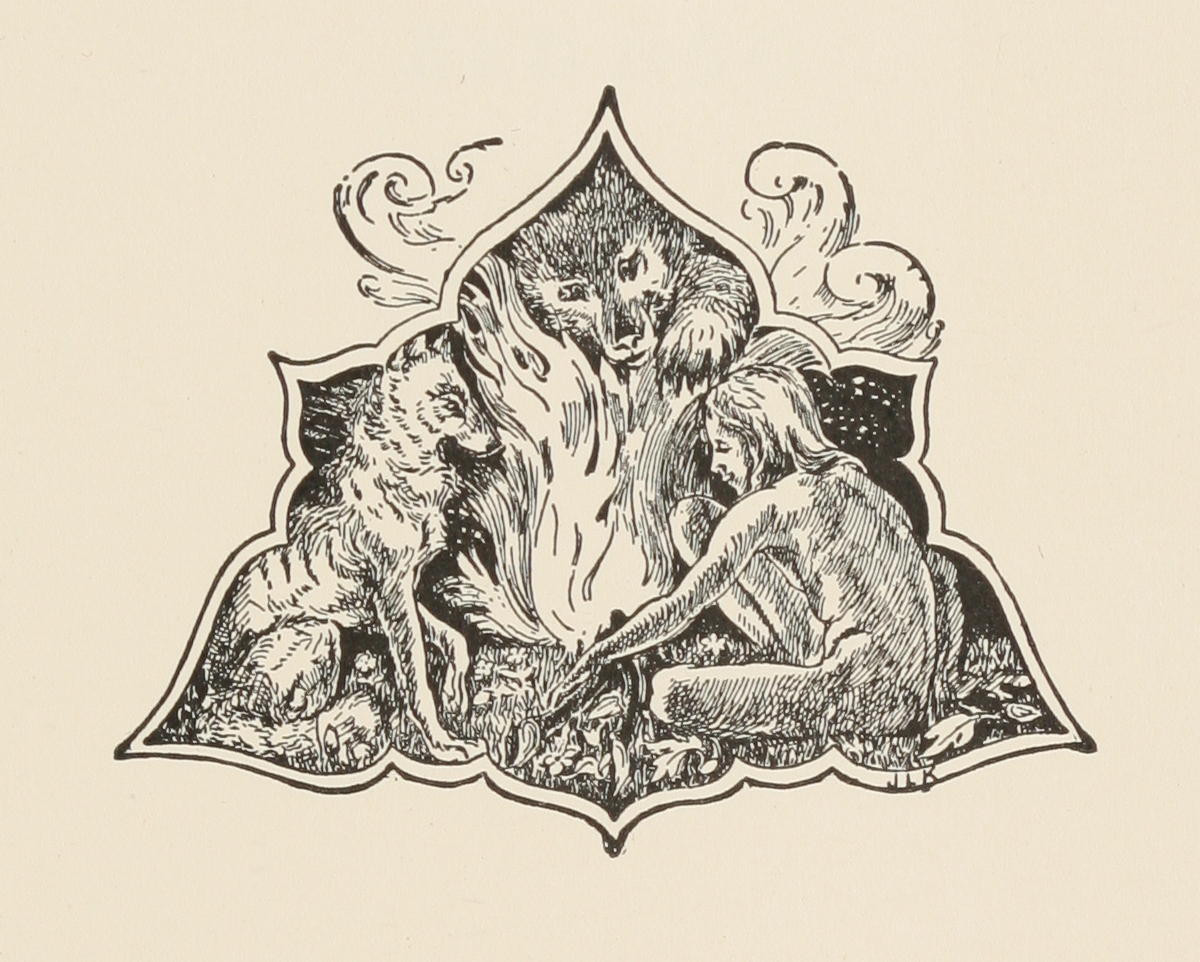
Illustrazione con Akela, Baloo e Mowgli

- I fratelli di Mowgli: Nella giungla del Seeonee, il piccolo Mowgli viene ritrovato da due lupi (Babbo Lupo e Raksha) che lo salvano dalla feroce tigre Shere Khan, la quale voleva ucciderlo. Al Consiglio della rupe, davanti a tutto il branco di lupi, viene deciso di tenere il cucciolo d'uomo come parte del Popolo libero, grazie anche all'intervento di Baloo (l'orso) e Bagheera (la pantera) che parlano in suo favore e si prendono l'impegno di crescerlo ed educarlo.
Quando Mowgli ha ormai 11-12 anni viene a conoscenza del piano di Shere Khan di sobillare i giovani lupi del branco contro Akela, ormai vecchio e non più in grado di governare. Una notte i giovani lupi impediscono ad Akela di cacciare la sua preda, e al Consiglio della rupe seguente Shere Khan chiede che Akela venga ucciso e il piccolo d'uomo consegnato a lui. Mowgli nel frattempo aveva rubato in un villaggio vicino dei carboni ardenti, con i quali appicca fuoco ad un ramo e riesce a scacciare la tigre e i suoi alleati, sancendo di fatto lo scioglimento del branco. Pieno di tristezza si rende conto di dover lasciare il branco e tornare al villaggio degli uomini, ma giura di tornare un giorno per posare la pelle di Shere Khan sulla rupe del Consiglio.
- La caccia di Kaa: Essa è ambientata alcuni mesi prima della zuffa di Mowgli con Shere Khan. Mowgli è ancora intento ad apprendere la Legge della Giungla per mezzo di Baloo, quando il ragazzo incontra i dispettosi Bandar-log, il popolo delle scimmie, che lo invitano ad andare con loro alle Tane Fredde, ovvero, le rovine del Forte Chittor.[1][2] Mowgli appare molto affascinato da loro, anche perché si è annoiato dei precetti e dei dettami di Baloo e delle continue rampogne di Bagheera. Mowgli viene rapito dalle scimmie, ma i due amici se ne accorgono, e così vanno a chiamare il pitone Kaa, affinché li aiuti. Infatti anche Bagheera e Baloo, che sono due forti animali, hanno paura delle scimmie, perché esse possono diventare, anche se non lo sembrano, spietate assassine. Kaa decide di aiutarli dopo la promessa di un lauto compenso, e i tre si recano alle Tane Fredde. Mowgli intanto è portato alle Tane Fredde, e gli viene promesso che può fare quello che vuole nella città. Lui e le scimmie si mettono anche d'accordo perché Mowgli riesca a rubare alcuni gioielli dentro un minareto della città antica, custodito da feroci serpenti velenosi. Ma è troppo tardi: gli amici di Mowgli sopraggiungono, e così Mowgli viene nascosto dalle scimmie assieme ai serpenti. Tuttavia le scimmie non possono nulla contro la furia di Kaa, che ipnotizza numerosi nemici, per poi divorarne molti dopo la loro sconfitta.

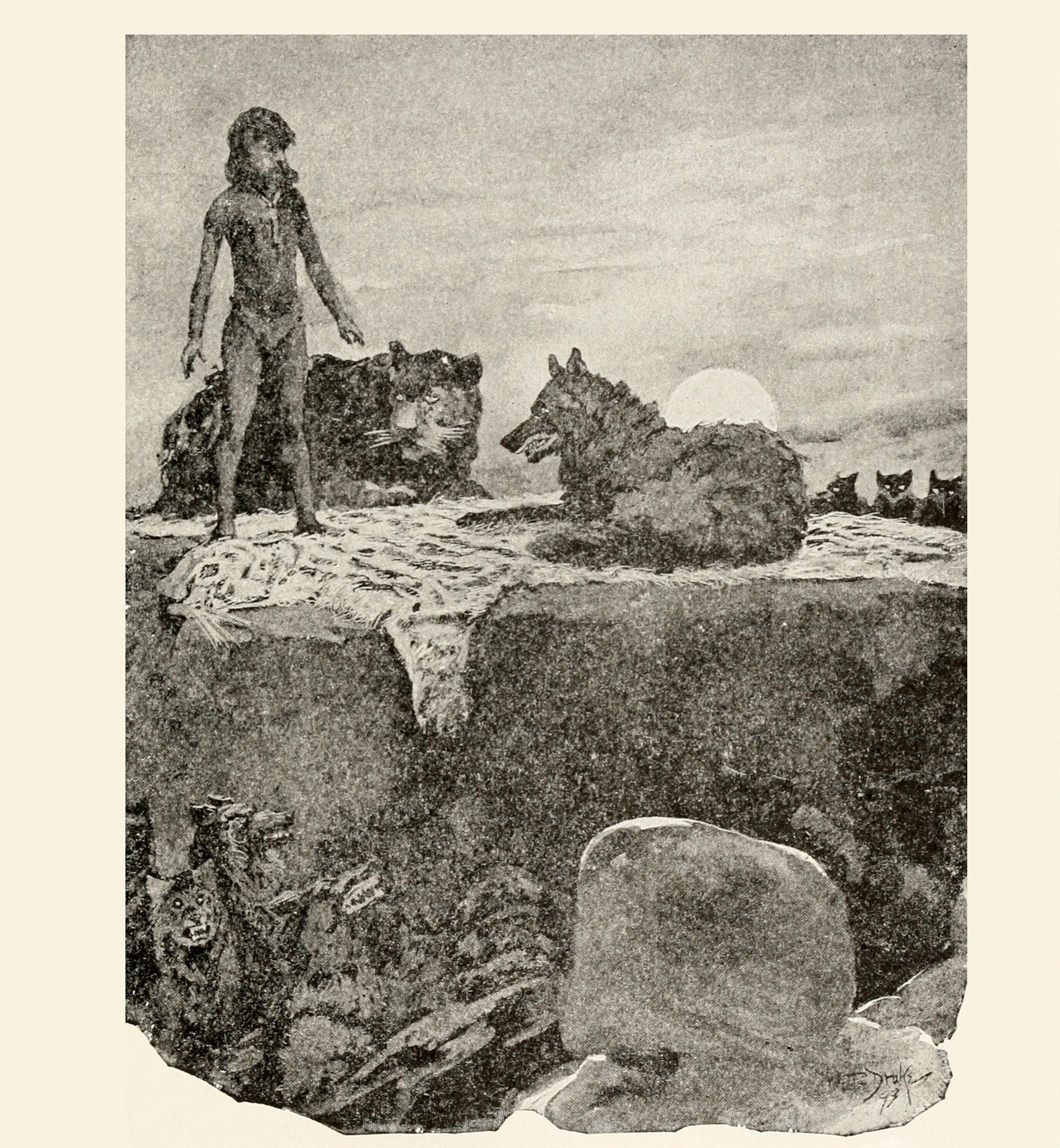
Mowgli con Akela alla Rupe del Consiglio

- La tigre! La tigre!: Mowgli è al villaggio degli uomini, fuori dalla giungla, e conosce sua vera madre: Messua, non vista di buon occhio dal popolo, perché creduta una strega. Mowgli presto comprende che la vita umana non fa per lui, perché è troppo complessa, e così si fa mettere a guardia di un gruppo di bovi. Mowgli però apprende ben presto che Shere Khan è tornata per ucciderlo, volendosi vendicare dell'umiliazione inflittale dal ragazzo tempo fa, e così Mowgli pensa ad un piano per sbarazzarsi della tigre, volendo usare proprio i buoi. Li fa spingere da Akela in un burrone, dove s'è rintanata la tigre a riposare, e li fa piombare contro di essa, schiacciandola. Successivamente Mowgli decide di tornare nella giungla.
- Come venne la paura: Giunge l'estate nella piana della Waingunga, e Mowgli si raduna con tutti gli animali nel fiume più grande della giungla, perché una grave siccità sta facendo sparire l'acqua. Mowgli scopre che gli animali hanno molta paura delle tigri, e si fa spiegare dall' elefante Hathi cosa sia il "diritto" di cui aveva parlato Shere Kan e poi che cosa sia la Paura. Hathi allora racconta che molti anni fa la giungla era governata da un grande e saggio elefante, Tah, che aveva stabilito che nessun animale avrebbe dovuto mangiare il prossimo, ma che fu tradito da una tigre meschina, che uccise un capriolo. Successivamente la tigre uccise un uomo, e così l'elefante la maledisse, dicendo che ora l'uomo per la paura avrebbe dato caccia agli animali della giungla, dato che prima non osava addentrarcisi. Infatti la tigre viene brutalmente ferita dai compagni uomini dell'ammazzato.
- L'invasione della giungla: Mowgli viene a sapere che sua madre Messua è stata fatta prigioniera dai coabitanti del villaggio, accusata per l'ennesima volta di stregoneria dal sacerdote, per lo strano comportamento di suo figlio. Mowgli chiede aiuto all'elefante Hathi per salvarla, e così il pachiderma, quando apprende che in mezzo alla faccenda ci sono degli uomini, monta su tutte le furie, ricordando un terribile sgarbo fattogli nel passato proprio dalle creature umane. Hathi decide di intervenire, assieme a Bagheera, che distrae i cacciatori del villaggio, nella notte, mentre Mowgli libera la madre e il padre, indicando loro la via per il prossimo villaggio. Bagheera fugge, e Hathi rade al suolo l'intero villaggio.
- L'ankus del re: Mowgli ritorna con Kaa nelle Tane Fredde, entrando in una cupola sfondata, dov'è custodito un inestimabile tesoro. Mowgli però non sa cos'è l'oro e gli interessa un prezioso pugnale. Il tesoro però è protetto da un serpente sacro: un pitone bianco, che sfida Mowgli a combattere per il possesso dell'ankus (il pugnale). Mowgli lo sconfigge e ruba il pugnale, pur sentendo le minacce del custode, il quale gli dice che quel pugnale ucciderà, in quanto maledetto. Mowgli, rispettando la legge della giungla, non intende essere un assassino, e getta via il pugnale, però si accorge che viene subito raccolto da un umano, poco dopo ucciso, e preso da un altro cacciatore. Mowgli scoprirà che il pugnale, per la sua bellezza, istiga la gente ad uccidersi, e così sceglie di riportarlo dall'antico custode.
- I cani rossi: Il Popolo libero, guidato ora da Phao, viene avvertito che un branco di dhole, i feroci cani rossi del Dekkan, sta per giungere nella giungla e uccidere chiunque trovi sul loro passaggio. Mowgli, insieme al serpente Kaa, organizza un piano per riuscire a sconfiggere i cani rossi. Chiamandoli e deridendoli da sopra un albero, riesce ad attirarli sulle rive della Waingunga dove vengono attaccati dal Piccolo popolo delle rocce, ovvero milioni di api nere selvatiche. I pochi che riescono a sopravvivere buttandosi nel fiume vengono risucchiati dalla forte corrente del corso d'acqua o attaccati a valle dal branco di lupi che li stava aspettando. In un'ultima battaglia, a cui partecipa anche Mowgli, i cani vengono quindi uccisi, ma il vecchio capobranco Akela viene gravemente ferito. Prima di morire, invita il ragazzo a tornare tra gli umani.
- La corsa di primavera: Passano dieci anni, e Mowgli è ormai un adolescente. Sente una rabbia in sé, sebbene sia il padrone della giungla, e pensa di stare male. Non si confronta più con nessun animale. E così una notte, mentre vaga arrabbiato per la giungla, scopre una casupola. Dentro ci vive Messua con il suo nuovo piccolo, che lo accoglie commossa. Mowgli le spiega il suo dolore e Messua, comprendendo, gli risponde che è ormai il tempo di lasciare la giungla, e di iniziare a vivere come un vero uomo. Mowgli ne è molto addolorato ma sa che è la cosa giusta da fare, così quella notte si reca alla Rupe del Consiglio, salutando in lacrime tutti i suoi compagni animali.
- Nel rukh: La novella inizia con l'incontro tra Mowgli e Gisborne, una guardia forestale che sta dando la caccia a una tigre mangia uomini, che Mowgli aiuta Gisborne a rintracciare e a uccidere. Stupefatto dai talenti di Mowgli nel cacciare e sopravvivere in un ambiente così impervio, Gisborne gli chiede di unirsi al servizio forestale, ma Mowgli rifiuta. Un giorno Mowgli, con l'aiuto di quattro lupi, cattura Abdul Gafur, il maggiordomo musulmano di Gisborne, mentre sta cercando di fuggire con i soldi del suo padrone. Mueller, il capo del Dipartimento dei boschi e delle foreste, esaminando le cicatrici sulle ginocchia e sui gomiti di Mowgli, comprende che il ragazzo era solito camminare carponi per imitare l'andatura dei lupi del suo branco. Muller gli offre di tornare al villaggio e lavorare come forestale, e questa volta Mowgli accetta, e poco dopo sposa la figlia di Abdul Gafur e ha un figlio. Alla fine del racconto, però, Mowgli torna a vivere nella giungla con i suoi quattro fratelli lupi.